# Cyclodomorphus melanops
Cyclodomorphus melanops — вид сцинкоподібних ящірок родини сцинкових (Scincidae). Ендемік Австралії.

## Підвиди
Виділяють три підвиди:
- Cyclodomorphus melanops melanops (Stirling & Zietz, 1893) — пустельні райони на північному заході Австралії (Кімберлі[en] і Пілбара у Західній Австралії);
- Cyclodomorphus melanops elongatus (Werner, 1910) — пустельні райони на півдні і сході Австралії (від Західної Австралії через Південну Австралію і південь Північної Території до західного Квінсленду й заходу Нового Південного Уельсу);
- Cyclodomorphus melanops siticulosus Shea & Miller, 1995 — південна окраїна рівнини Налларбор у Південній Австралії.

## Поширення й екологія
Cyclodomorphus melanops мешкають у пустелях і напівпустелях у внутрішніх районах Австралії.